# Sowietskaja Biełorussija
Sowietskaja Biełorussija (ros. Советская Белоруссия) – białoruska gazeta wydawana w Mińsku w języku rosyjskim.

## Historia
Do 1937 wychodziła pod nazwą „Raboczij”, będąc organem prasowym KP(b)B i KPB w Białoruskiej SRR. Obecnie jest dziennikiem związanym z Aleksandrem Łukaszenką.
Redaktor naczelny gazety Dzmitry Żuk został latem 2024 roku ukarany sankcjami UE i Szwajcarii.